# Slagelse község
Slagelse község (dánul: Slagelse Kommune) Dánia 98 községének (kommune, helyi önkormányzattal rendelkező közigazgatási egység) egyike. Slagelse község Kalundborg, Sorø és Næstved községekkel határos. Lakosainak száma 78 140 fő (2016).